# キャンディアンダンス
キャンディアンダンス（Kandyan dance）はスリランカ中部州キャンディを中心に行われているダンス。
キャンディ王朝の頃に宮廷内で踊られていた舞を中心とし、各地の舞踊を組み込んだものである。ダンスは18世紀初頭に18の区切りからなる現在の形となり、悪魔払いやファイヤーダンスなどが組み込まれている。
特に男性の踊りは、帽子の部分から、韓国の農楽を思わせ、源流は、南インドで栄えたサータヴァーハナ朝と思われる。
エサラ・ペラヘラ祭で行なわれるものが今日では知られているが、これは1916年以降に祭祀に優雅さや威厳をもたらそうと組み込まれたものである。